# Бларамберг Іван Федорович
Бларамберг Іван Федорович — (20 квітня 1803 — 20 грудня 1878) — російський геодезист, військовий інженер. Автор праць з фортифікації та мемуарів. У 1843—1855 — обер-квартирмейстер Окремого Оренбурзького корпусу.
Тарас Шевченко, найімовірніше, зустрічався з Бларамбергом 1849—1850 в Оренбурзі, виконав портрет його дружини.